# Стробери енерџи
Стробери енерџи д. о. о. (енгл. Strawberry energy) јесте компанија која се бави истраживањем и промоцијом у областима обновљивих извора енергије и одрживог развоја.
Настала је из тима „Стробери електроникс“ 2006. године, а затим је променила назив у „Стробери енерџи“ и пословала као удружење грађана до 2011. године. У априлу 2011. године основана је компанија „Стробери енерџи д.о.о.".
Предмет деловања тима су зелене технологије, а баве се истраживањем и развојем у области обновљивих извора енергије. Најуспешнији пројекат тима је конструисање првог на свету јавног соларног пуњача мобилних телефона названог „Стробери Дрво".
Како је природа њихових пројеката мултидисциплинарна, за успешну реализацију су неопходна знања и искуства из различитих научних области. 
Тако су чланови „Стробери енерџи“ тима студенти Електротехничког, Машинског, Факултета организационих наука Универзитета у Београду и Факултета драмских уметности Универзитета уметности у Београду.
Тим чине Бојана Борковић, Бојан Васиљевић, Михаило Васић, Милош Милисављевић, Кристина Николић, Мирослав Рибарић, Јовица Лелек, Милан Боснић, Сара Оредић, Тијана Маниташевић и Филип Вранић.

## Стробери дрво
Јавни соларни пуњач мобилних телефона „Стробери дрво“ настао је као рад тима „Стробери енерџи“. Тим је у потпуности самостално дошао на идеју да направи један овакав уређај, који је, по истраживањима тима први уређај такве врсте на свету. У октобру 2010. године, прво „Стробери Дрво“ је постављено на градском тргу општине Обреновац.
За првих 40 дана од откривања соларног пуњача у Обреновцу забележено је 10.000 пуњења.
Након Обреновца, Стробери дрво је постављено у следећим градовима:
- Београд - испред Установе Кулуре Вук Караџић, октобра 2011. године[4], у Ташмајданском парку, новембра 2012. године, названо Стробери Дрво Блек (енгл. Strawberry Tree Black) новог дизајна од стране архитекте Милоша Миливојевића[5] као и на тргу Славија, у парку Митићева рупа, названо Стробери Дрво Ток (енгл. Strawberry Tree Flow) по дизајну српских дизајнера Тамаре Швоње и Војина Стојадиновића.[6]
- Нови Сад - испред зграде СПЕНС-а, октобра 2011. године[7]
- Кикинда - на Тргу српских добровољаца, јула 2012. године[8]
- Врање - испред главне поште, августа 2012. године[9]
- Бор - испред Дома културе, октобра 2012. године[10]
- Ваљево - на Градском Тргу, код Општине, октобра 2012. године[11]
- Бијељина - испред Центра за културу и у Градском парку[12]

„Стробери дрво“ садржи уграђене соларне панеле помоћу којих енергију Сунца претвара у електричну и складишти је у акумулаторским батеријама. Ту енергију може потпуно бесплатно користити било који пролазник како би допунио свој мобилни телефон, мултимедијални уређај, таблет рачунар и сличне преносиве направе. "Стробери дрво“ има уграђене клупе, надстрешницу, као и пуњаче за разне типове мобилних телефона, па служи као идеално место за састајање и одмор у центру града и на другим јавним местима.
Иновативност једног оваквог система огледа се у начину на који су већ постојеће технологије искоришћене и комбиноване зарад једне потпуно оригиналне намене. 
Велики значај „Стробери дрвета“ је у промоцији обновљивих извора енергије и едукацији самих корисника о важности коришћења обновљивих извора енергије.

## Стробери мини (енгл.)
Априла 2012. године компанија „Стробери енерџи“ је развила нови соларни пуњач преносивих уређаја „Стробери мини“, који је за разлику од „Стробери дрвета“ мањи и преносив. Овај уређај је малих димензија и има уграђене точкића па се стога може једноставно транспортовати и поставити на било којој локацији. Први „Стробери мини“ је настао из сарадње Телеком Србија и „Стробери енерџи“ компанија, па је стога назван „Стробери пријатељ“. Овај модел је први пут представљен на АТП турниру "Србија Опен“ (енгл. Serbia Open) у периоду од 28. априла до 6. маја 2012. године.
У „Стробери Мини“ је уграђено 10 пуњача за различите типове мобилних уређаја као и екран осетљив на додир (тачскрин) на коме корисници могу да се занимају читањем занимљивости из света обновљивих извора енергије и играњем игрица са еколошком тематиком док чекају да им се напуне батерије мобилних телефона, дигиталних камера, таблет рачунара, МП3 плејера и других преносивих уређаја.
Под покровитељством Извршне агенције за конкурентност и Иновације у оквиру Европске комисије, соларни пуњач „Стробери мини“ је презентован и Бриселској јавности када је током манифестације „Недеља одрживе енергије 2012“ био постављен испред зграде Европске комисије, од 18. до 22. јуна 2012. године. Овај уређај је такође био постављен на 9. Београдском Карневалу Бродова 7. jula 2012. godine, kao i ispred галерије САНУ у Београду поводом Дана науке. Компанија Стробери енерџи је организовала и догађај „Шетња Стробери минија“ када је „Стробери мини“, у сарадњи са Београдским Универзитетом, провозан од Славије до Студентског Трга.

## Стробери Мини СОС (енгл.)
Кроз пројекат “Идеја за боље сутра” у организацији УниКредит фондације, Фондације Ана и Владе Дивац и УниКредит Банке, Стробери Енерџи је развио нови модел преносивог соларног пуњача за мобилне уређаје - “Страwберрy Мини СОС”, који је прилагођен потребама подручја без приступа електричној енергији. Овај уређај поклоњен је породици која живи у засеоку изнад Малог Голубиња у Општини Мајданпек које нема приступ струји, док је овај крај у потпуности покривен сигналом за мобилну телефонију.
Стробери Мини СОС, поред каблића за пуњење мобилних уређаја садржи две утичнице за прикључивање других уређаја мање потрошње, СОС дугме за позив у случају хитних ситуација као и двоструко ЛЕД осветљење. Дизајниран од стране српског индустријског дизајнера Уроша Обрадовића, практичан је и лако преносив те се може лако поставити на било којој локацији и помоћи великом броју људи.

## Активности

### Недеља одрживе енергије 2011.
Тим „Стробери енерџи“ је учествовао на манифестацији „Недеља одрживог развоја 2011" која је организована у Бриселу у периоду од 11. до 15. априла 2011. године.
Ова манифестација је централни годишњи догађај кампање „Одрживи развој Европе“ коју организује Европска Комисија у циљу достизања „ЕУ 2020" договореног стандарда који се тиче смањења јавне потрошње и емисије штетних гасова, енергетске ефикасности и обновљивих извора енергије.
По одлуци Европске Комисије, тим „Стробери енерџи“ је добио највећу медијску видљивост позивом да свој пројекат „Стробери дрвета“ представи житељима Брисела за време трајања манифестације „Недеља одрживог развоја 2011". Направљено је ново, редизајнирано „Стробери Дрво“ за потребе презентовања испред зграде Европског парламента на тргу Луксембург у Бриселу. По завршетку манифестације, соларни пуњач је враћен у Србију и користи се за презентације на локалним догађајима.
Као саставни део манифестације организује се и такмичење за избор најбољих пројеката. Године 2011. је било пријављено 303 пројекта од стране различитих јавних предузећа, приватних компанија, удружења, универзитета и других организација разних европских земаља. Тим „Стробери енерџи“ је учествовао са својим пројектом јавног соларног пуњача мобилних телефона као једини тим који у потпуности чине студенти, а такође и као једини такмичар из земље која није чланица Европске уније.
Пројекат „Стробери дрвета“ је освојио прву награду у категорији пројеката за промоцију смањења јавне потрошње. Тако је тим „Стробери енерџи“ један од шест победника манифестације „Недеља одрживог развоја 2011".

### ЕИБТМ у Барселони
У сарадњи са Туристичком организацијом и Конгресним бироом Србије, Стробери енерџи је био учесник ЕИБТМ 2012 — сајма конгресне индустрије у Барселони. Мали преносиви соларни уређај Стробери Мини представљен је као концепт којим се Србија промовише као земља иновативних, младих и талентованих људи.

### Бечки економски форум
У оквиру деветог Бечког економског форума, одржаног у периоду од 18. до 19. новембра 2012. године, компанија Стробери енерџи је као једина компанија из Србије представила своје пословање присутним званичницима. У оквиру седнице под називом “Подунавље - европски изазови, енергија, транспорт, логистика, друштвена одговорност” где је главна тема била повезивање свих европских земаља кроз које протиче река Дунав, компанија Стробери енерџи нашла се као представник предузетништва младих који се залажу за већу употребу обновљивих извора енергије.

### Сајам технике 2011.
На Пдесет петом међународном сајму технике и техничких достигнућа тим „Стробери енерџи“ је свој пројекат јавног соларног пуњача излагао у хали 2 Београдског сајма. Ексклузивно је на Сајму технике презентован соларни пуњач „Стробери Дрво“ који је био приказан у Бриселу.
Од управе сајма, тим „Стробери енерџи“ је добио специјално признање за досадашњи рад.
Удружење економских пропагандиста Србије доделило је награду гран-при са дипломом и статуетом за најбољи промотивни наступ на Сајму технике тиму „Стробери енерџи".

### Ноћ музеја 2011.
Сви посетиоци Ноћи музеја 2011. су могли да испробају соларни пуњач „Стробери Дрво“ у Музеју науке на Дорћолу, у Београду.

### Миксер фестивал 2011.
У оквиру „Зелене зоне“ Миксер фестивала 2011. године тим је презентовао свој соларни пуњач на локацији фестивала - Житомлин, Београд. Тим је учествовао на дебати у оквиру „Зеленог амфитеатра“ фестивала
Од жирија фестивала тим је добио награду за најбољу зелену организацију.

## Награде
Вредност рада тима „Стробери енерџи“ препозната је у Србији као и Европи. Након учествовања на бројним манифестацијама рад тима је награђен на следећи начин:
- На манифестацији „Недеља одрживог развоја 2011", коју организује Европска комисија у Бриселу тим је освојио прву награду у категорији промоције смањења јавне потрошње[25].
- Награда за Најбољи бизнис програм у оквиру програма Бизнис младих Србије[34]
- Супербренд (енгл. Superbrand) награда за најбољи српски иновативни бренд[35]
- Награда „Најбеограђанин“ због залагања за унапређење живота у Београду[36]
- Награда Туристички цвет од стране Туристичке организације Србије[37]
- Тиму је уручена Награда Града Београда за стваралаштво младих за годину 2010.[38]
- На Педесет петом међународном сајму технике и техничких достигнућа тиму је додељено специјално признање.
- Удружење економских пропагандиста Србије доделило је тиму награду гран-при са дипломом и статуетом за најбољи промотивни наступ на Сајму технике[29].
- На Миксер фестивалу 2011. тим је добио Зелену награду Миксер фестивала за најбољу зелену организацију[33].
- Тим „Стробери енерџи“ је позван да 14. јуна 2011. присуствује прослави Дана коморе Инжењерске коморе Србије. Награда Коморе је по пети пут додељена, а тиму „Стробери енерџи“ је, као подстрек у инжењерској каријери, додељено признање за почетак.[39]